# Gateway National Recreation Area
Gateway National Recreation Area (deutsch Naherholungsgebiet, wörtlich Übergang Nationales Erholungsgebiet) oder auch verkürzend Gateway, ist ein organisatorischer Zusammenschluss mehrerer Konversionsflächen auf dem Gebiet von New York und New Jersey mit dem Ziel, die Natur zu schützen und sie gleichzeitig für die Nutzung der Stadtbevölkerung zugänglich zu machen. Übergang, also Gateway meint als Hauptzugang zum Hafen von New York die Schnittstelle von See her für die Einwanderer, die seinerzeit auf den unter Schutz gestellten Flächen ersten Kontakt mit Amerika bekommen hatten. Alle Einzelflächen sind historisch und damit kulturell für die USA bedeutend, unabhängig von der Naturschutzwürdigung, die das Gebiet durch die Unterschutzstellung erhalten hat.
Jährlich besuchen geschätzt annähernd 10 Mio. Menschen die 10,8 ha, die in elf geschützte Flächen aufgeteilt sind. Die Besucher können individuell oder organisiert Sportarten wie Radfahren, Wandern, Campen, Fischen, Vogelbeobachtung, Kanutouren oder Segeln nachgehen. Park-Ranger stellen die direkte Ansprechmöglichkeit für die Bevölkerung dar. Die organisierten Touren stiften Identitätsfindung zu Nordamerika.

## Geschichte
Der Zusammenschluss wurde vom US-Kongress im Oktober 1972 gegründet und dem National Park Service hinzugefügt, um diese einzigartigen Flächen in natürlicher und kultureller Hinsicht zu erhalten und zu schützen und diese für die Erholung-suchenden Menschen leicht zugänglich zu machen. Eigentümerin ist die Regierung der Vereinigten Staaten, verwaltet wird sie von der Parkverwaltung National Park Service.